# Chionaema flavicincta
Chionaema flavicincta là một loài bướm đêm thuộc phân họ Arctiinae, họ Erebidae.